# Franco Ligas
Francesco Ligas detto Franco (Oristano, 10 gennaio 1946) è un giornalista e telecronista sportivo italiano.

## Biografia
Trascorre l'infanzia tra Cagliari e Oristano, e dopo essersi diplomato presso l'Istituto Magistrale "Eleonora d'Arborea" di Cagliari consegue l'abilitazione all'insegnamento. Nel 1976 fa il suo esordio in TV come giornalista sportivo, quando per Tele Libera Firenze intervista Adriano Panatta e Nicola Pietrangeli, che qualche mese dopo avrebbero vinto la Coppa Davis. In seguito condurrà per la stessa emittente una trasmissione incentrata sul tennis, quindi nel 1979 passa ad un'altra emittente toscana, Canale dei Bambini dove si occupa di tennis ed ippica.
Un anno dopo approda a Elefante TV per condurre DDA - Dirittura d'Arrivo, contenitore giornaliero della durata di 8 ore dove venivano trattati oltre all'ippica pugilato, basket, ciclismo e altre discipline. Nel 1984 fa il suo esordio sulle reti Fininvest con il campionato italiano fra Scapecchi e Jimenez; poi si occupa di tennis ed è conduttore di Italia 1 Sport.
Nel 1988 il gruppo Fininvest inizia una collaborazione con TeleCapodistria, lo si vede pertanto, su questa emittente, spesso in studio a gestire in diretta gli spazi sportivi dell'Eurovisione. È stato il telecronista degli incontri di boxe trasmessi da Italia 1 (dal 1991 al 1993 collabora anche per Tele+ dove si occupa della noble art). Quindi si occupa di ippica e di calcio sia come inviato di Studio Sport spesso al seguito della Fiorentina che come telecronista per la trasmissione Pressing Champions League.
La sua appartenenza alla redazione sportiva lo porta ad essere una voce sportiva a 360 gradi di Mediaset. I suoi commenti, spesso ironici, lo portano ad interpretare, con l'aiuto di Paolo Ziliani, il personaggio dell'Ispettore Ligas. Nel 2011 inizia una collaborazione, durata un anno, con Sportitalia, dove si alterna con Fabio Panchetti (e talvolta lo affianca) nelle telecronache degli incontri pugilistici.